# Nizozemsko na Letních olympijských hrách 1912
Nizozemsko na Letních olympijských hrách 1912 ve švédském Stockholmu reprezentovala výprava 33 mužů v 7 sportech.

## Medailisté
| Medaile | Jméno | Sport  | Disciplína          |
| ------- | --- | ------ | ------------------- |
| Bronz   | Adrianus de Jong Willem van Blijenburgh Jetze Doorman Leonardus Salomonson George van Rossem | Šerm   | Družstvo mužů kord  |
| Bronz   | Willem van Blijenburgh George van Rossem Adrianus de Jong Jetze Doorman Dirk Scalongne Hendrik de Iongh | Šerm   | Družstvo mužů šavle |
| Bronz   | Piet Bouman Joop Boutmy Nico Bouvy Jan van Breda Kolff Caesar ten Cate Constant Feith Ge Fortgens Huug de Groot Just Göbel Bok de Korver Dirk Lotsy Jan van der Sluis Jan Vos David Wijnveldt Nico de Wolf | Fotbal | Turnaj mužů         |